# Nieuwendam
Nieuwendam è una località dei Paesi Bassi situata nella provincia dell'Olanda Settentrionale. Fa parte della municipalità di Amsterdam ed è situata nello stadsdeel Amsterdam-Noord.
Nieuwendam è stata un comune autonomo fino al 1º gennaio 1921, quando fu assorbita, dal comune di Amsterdam. Tra il 1924 e il 1970, nuove aree residenziali furono costruite a nord del villaggio, tra cui il villaggio giardino Tuindorp Nieuwendam.